# Герб лену Вестерботтен
Герб лену Вестерботтен (швед. Västerbottens läns vapen) — символ сучасного адміністративно-територіального утворення лену Вестерботтен.

## Історія
Герб лену Вестерботтен затверджено 1949 року.

## Опис (блазон)
Щит перетятий і напіврозтятий; у 1-у всіяному золотими шестипроменевими зірками синьому полі біжить срібний північний олень із червоними рогами та копитами; у 2-у срібному — червона дика людина з зеленими березовими вінками на голові та на стегнах тримає правицею оперту на плече золоту довбню; у 3-у синьому — три срібні лососі з червоними плавниками і хвостами, один над одним, середній повернутий ліворуч, два інші — праворуч.

## Зміст
У гербі лену Вестерботтен поєднано символи ландскапів Вестерботтен, Лапландія і Онгерманланд.
Герб лену може використовуватися органами влади увінчаний королівською короною.

## Галерея

Герб Вестерботтену
Герб Лапландії
Герб Онгерманланду